# Distretto di Krupki
Il distretto di Krupki (in bielorusso Крупскі раён?) è un distretto (raën) della Bielorussia appartenente alla regione di Minsk. Si è formato il 17 luglio 1924.
Il lago più grande del distretto è il Selyava, che è il 14° della Bielorussia.
Il capoluogo, Krupki, è situato sul fiume Bobr.